# Konecchlumí
Konecchlumí (en allemand : Konetzchlum) est une commune du district de Jičín, dans la région de Hradec Králové, en République tchèque. Sa population s'élevait à 411 habitants en 2022.

## Géographie
Konecchlumí se trouve à 10 km à l'est-sud-est de Jičín, à 33 km au nord-ouest de Hradec Králové et à 83 km au nord-est de Prague.
La commune est limitée par Lužany au nord, par Choteč et Mlázovice à l'est, par Podhorní Újezd a Vojice au sud et par Kovač à l'ouest.

## Histoire
La première mention écrite de la localité date de 1226.

## Administration
La commune se compose de deux sections :
- Konecchlumí
- Kamenice

## Galerie

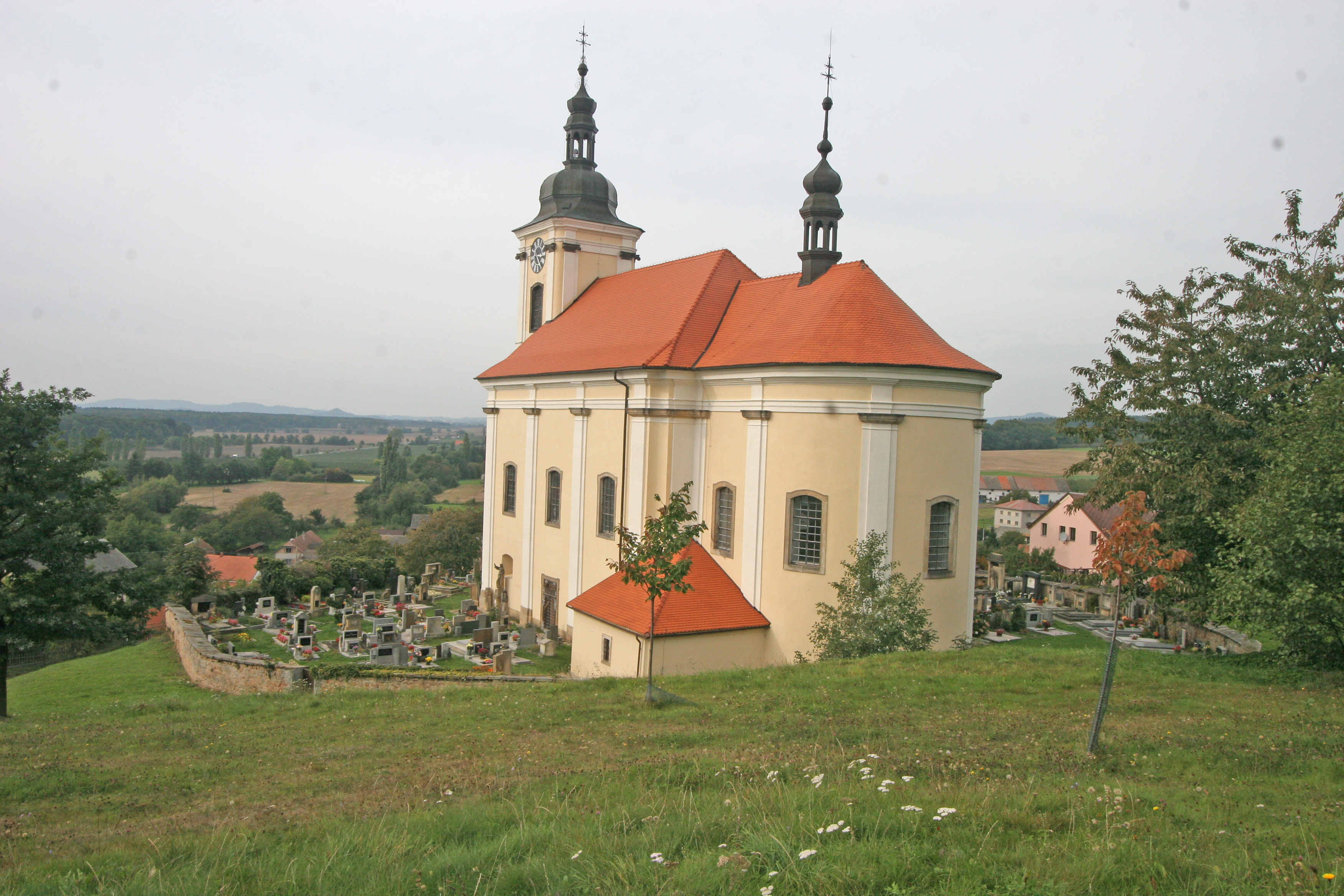
Église Saints-Pierre-et-Paul.
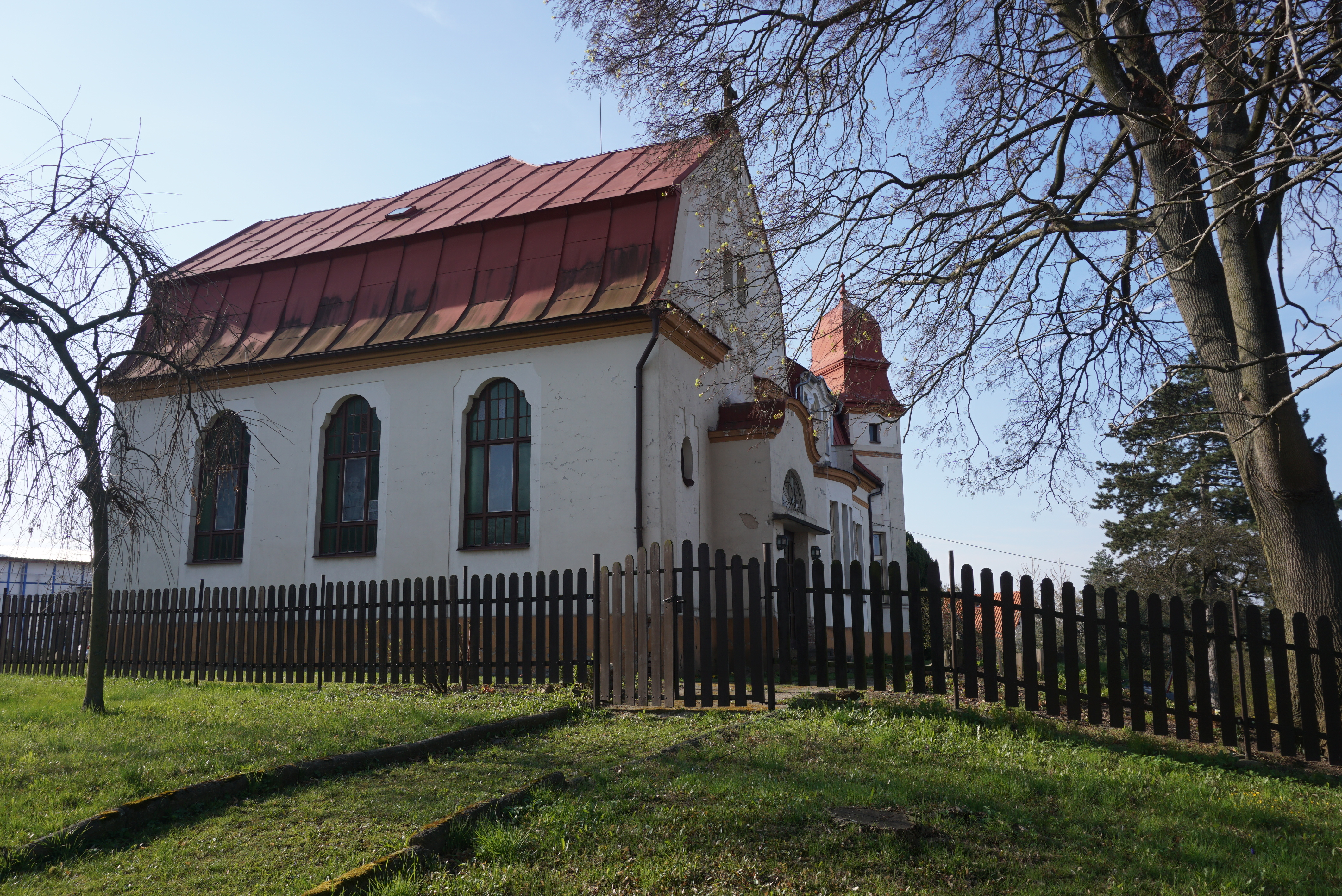
Église évangélique des Frères tchèques.

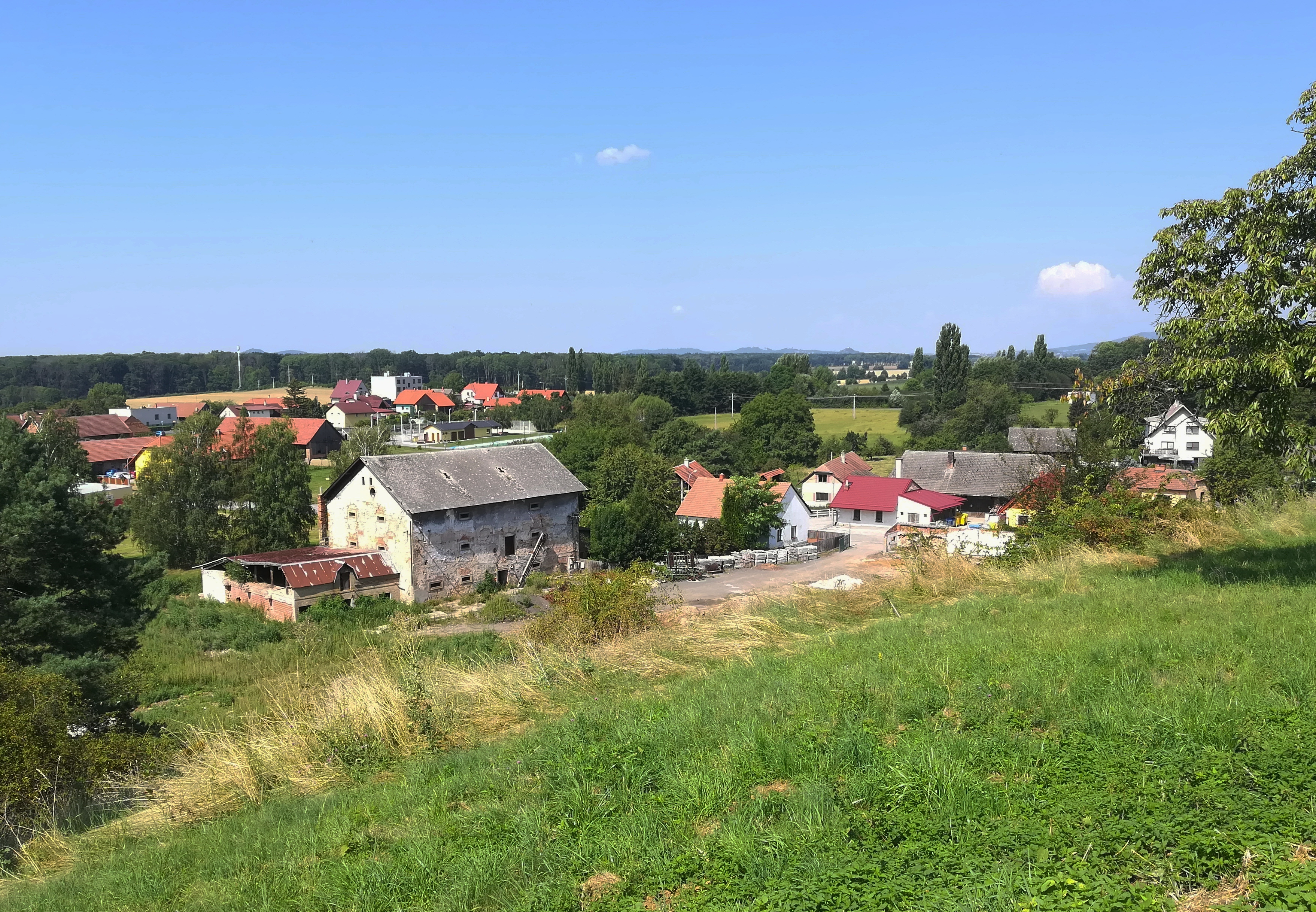
Maison forte, vue depuis l'église.
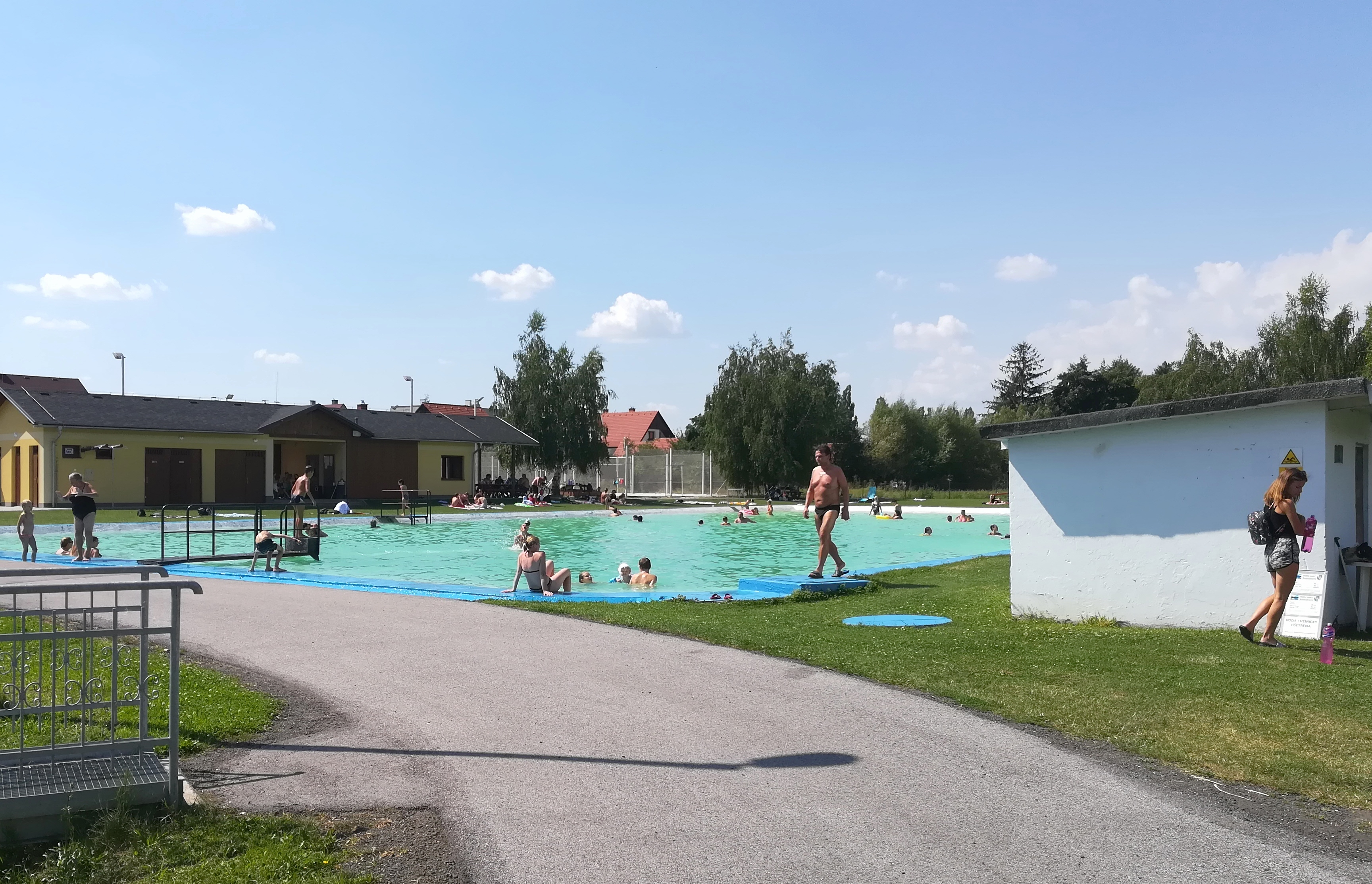
Konecchlumí : la piscine.

## Transports
Par la route, Konecchlumí se trouve à 12 km de Jičín, à 37 km de Hradec Králové et à 107 km de Prague. 